# Dalibor Motejlek
Dalibor Motejlek (* 17. April 1942 in Vysoké nad Jizerou) ist ein ehemaliger tschechoslowakischer Skispringer.
Motejlek startete erstmals bei der Vierschanzentournee 1960/61 zu einem internationalen Turnier. Am 1. Januar 1963 gelang ihm in Partenkirchen erstmals mit einem 9. Platz der Sprung unter die besten zehn. Bei den Olympischen Winterspielen 1964 in Innsbruck startete er in beiden Skisprungwettbewerben. Von der Normalschanze sprang er dabei auf den 19. Platz. Von der Großschanze gelang ihm mit Sprüngen auf 90,5 m, 84,5 m und 80,5 m der 10. Platz. Kurz nach den Spielen stellte Moteljek am 15. Februar 1964 auf der Heini-Klopfer-Skiflugschanze mit 142 Meter einen neuen Schanzenrekord und zugleich Weltrekord im Skispringen auf. Der Rekord bestand jedoch nur einen Tag, da er am 16. Februar 1964 vom Italiener Nilo Zandanel um zwei Meter übertroffen wurde. Bei der Vierschanzentournee 1964/65 erreichte er nach einem siebenten Platz in Oberstdorf und einem fünften Platz in Innsbruck einen zweiten Platz in Bischofshofen. Es war seine einzige Podestplatzierung bei einem Einzelspringen der Vierschanzentournee. Am Ende erreichte er dank dieser Ergebnisse den dritten Platz in der Tournee-Gesamtwertung. Ein Jahr später erreichte er bei der Vierschanzentournee 1965/66 den sechsten Platz der Gesamtwertung. Am 31. Dezember 1965 stellte er auf der Paul-Außerleitner-Schanze mit 104,5 m einen neuen Schanzenrekord auf, der erst am 5. Januar 1974 vom deutschen Skispringer Bernd Eckstein um 1,5 Meter übertroffen wurde.
Bei seiner letzten Tournee-Teilnahme zur Vierschanzentournee 1967/68 konnte er noch einmal den 9. Platz der Gesamtwertung erreichen. 
Seit dem Ende seiner aktiven Skisprungkarriere ist Motejlek als Skisprungfunktionär und -trainer tätig und fungiert unter anderem als Technischer Direktor für Springen im Rahmen des Skisprung-Continental-Cup. Als Trainer trainiert er unter anderem beim SK Harrachov.

## Erfolge

### Schanzenrekorde
| Ort           | Land        | Weite               | aufgestellt am   | Rekord bis       |
| ------------- | ----------- | ------------------- | ---------------- | ---------------- |
| Oberstdorf    | Deutschland | 142,0 m (HS: 225 m) | 15. Februar 1964 | 16. Februar 1964 |
| Bischofshofen | Österreich  | 104,5 m (HS: 140 m) | 6. Januar 1965   | 5. Januar 1974   |